# Henryk Janiszewski
Henryk Janiszewski (ur. 20 lutego 1949 w Katowicach) – polski hokeista, olimpijczyk.
Wychowanek Naprzodu Janów, w którym spędził 16 lat (1969-1981 i 1984-1987. Grał na pozycji obrońcy. W 1972 i 1977 zdobył tytuł wicemistrza Polski. Występował także w klubach austriackich: EK Zell am See i EC Kitzbühel.
Reprezentował Polskę podczas Igrzysk Olimpijskich, w 1980 w Lake Placid oraz w sześciu turniejach o mistrzostwo świata. W sumie w kadrze narodowej rozegrał 100 meczów strzelając 8 goli.
Po zakończeniu kariery zawodniczej został szkoleniowcem.